# Меолан-Ревель
Меола́н-Реве́ль (фр. Méolans-Revel, окс. Meulans e Revèl) — коммуна во Франции, находится в регионе Прованс — Альпы — Лазурный Берег. Департамент коммуны — Альпы Верхнего Прованса. Входит в состав кантона Ле-Лозе-Юбей. Округ коммуны — Барселоннет.
Код INSEE коммуны — 04161.

## Население

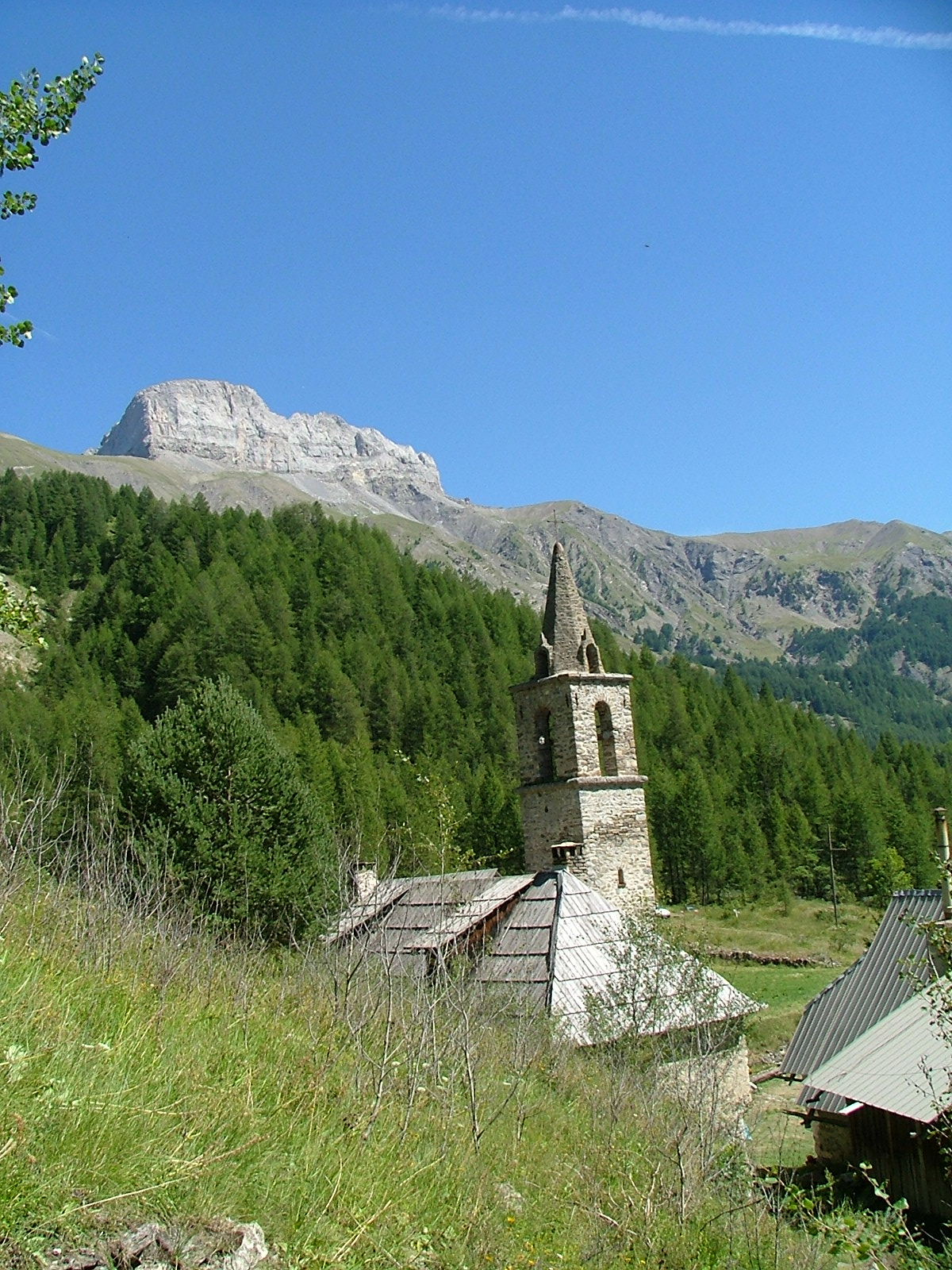
Шпиль приходской церкви

Население коммуны на 2008 год составляло 330 человек.
| 1962 | 1968 | 1975 | 1982 | 1990 | 1999 | 2008 |
| ---- | ---- | ---- | ---- | ---- | ---- | ---- |
| 205  | 173  | 230  | 224  | 227  | 284  | 330  |

## Экономика
В 2007 году среди 237 человек в трудоспособном возрасте (15—64 лет) 164 были экономически активными, 73 — неактивными (показатель активности — 69,2 %, в 1999 году было 77,4 %). Из 164 активных работали 151 человек (88 мужчин и 63 женщины), безработных было 13 (9 мужчин и 4 женщины). Среди 73 неактивных 23 человека были учениками или студентами, 25 — пенсионерами, 25 были неактивными по другим причинам.

## Достопримечательности
- Солнечные часы (1773 год) с надписью: «Дайте мне солнце, и я покажу вам время».
- Башня Риоклар
- Приходская церковь Сен-Жак-ле-Мажёр в готическом стиле
- Часовня Нотр-Дам-де-ла-Салет (XVIII век)
- Церковь Сент-Антуан
- Церковь Нотр-Дам-де-ла-Виситатьон (1763 год)